# Cloé Lacasse
Cloé Lacasse (Greater Sudbury, 7 juli 1993) is een voetbalspeelster uit Canada. Ze speelt als aanvaller voor Utah Royals in de NSWL.

## Clubcarrière
Cloé Lacasse begon met voetballen op vijfjarige leeftijd bij de Sudbury Canadians totdat ze in 2010 overstapte naar Brampton Brams United. Ze ging studeren en voetballen aan de Universiteit van Iowa. In 2012 voegde ze zich bij de Torona Lady Lynx, waarmee ze uitkwam in de USL W-League.
In 2015 ging Lacasse haar eerste overzeese avontuur aan bij het IJslandse ÍBV Vestmannaeyja in de Úrvalsdeild. Ze won met deze club de clubbeker en IJslandse Beker. Ook werd Lacasse benoemd tot speelster van het seizoen in de Úrvalsdeild door de krant Morgunblaðið.
Lacasse tekende in juli 2018 een tweejarig contract bij SL Benfica. Op 17 november 2021 maakte ze het eerste doelpunt van de club uit Lissabon in de geschiedenis van de Champions League. In 2021 verlengde ze haar contract tot medio 2024. Ze werd daarnaast driemaal landskampioen van de Campeonato Nacional Feminino. In totaal maakte Lacasse meer dan 100 doelpunten voor SL Benfica en won ze acht prijzen met de club.
Op 29 juni 2023 tekende Lacasse een contract bij Arsenal WFC. Ze maakte haar eerste doelpunt voor de club op 6 oktober 2023 in een uitwedstrijd tegen Manchester United WFC. Later dat seizoen scoorde ze in de thuiswedstrijd op een uitverkocht Emirates Stadium opnieuw tegen Manchester United.
In augustus 2024 maakte Lacasse de overstap naar Utah Royals in de Amerikaanse NSWL. Ze maakte haar eerste hattrick voor de club in een 3-0 overwinning op Seattle Reign op 13 oktober 2024. Het was eveneens de eerste hattrick in de geschiedenis van Utah Royals. Eind oktober 2024 liep Lacasse een kruisbandblessure op waardoor ze de rest van het seizoen en een groot gedeelte van het seizoen 2025 buitenspel stond.

## Statistieken
| Seizoen | Club              | Land             | Competitie   | Wedstrijden | Doelpunten |
| ------- | ----------------- | ---------------- | ------------ | ----------- | ---------- |
| 2015    | ÍBV Vestmannaeyja | IJsland          | Úrvalsdeild  | 17          | 7          |
| 2016    | ÍBV Vestmannaeyja | IJsland          | Úrvalsdeild  | 18          | 13         |
| 2017    | ÍBV Vestmannaeyja | IJsland          | Úrvalsdeild  | 15          | 13         |
| 2018    | ÍBV Vestmannaeyja | IJsland          | Úrvalsdeild  | 17          | 10         |
| 2019    | ÍBV Vestmannaeyja | IJsland          | Úrvalsdeild  | 12          | 11         |
| 2023/24 | Arsenal WFC       | Engeland         | Super League | 19          | 3          |
| 2024    | Utah Royals       | Verenigde Staten | NSWL         | 9           | 4          |
| 2025    | Utah Royals       | Verenigde Staten | NSWL         | 0           | 0          |
| Totaal  | Totaal            | Totaal           | Totaal       | 107         | 61         |

Laatste update: 9 april 2025

## Interlandcarrière
Lacasse werd in april 2021 voor het eerst opgeroepen voor het Canadese elftal. Datzelfde jaar viel ze af bij de schifting van selectie van Canada voor de Olympische Spelen. Canada wist op deze spelen met de gouden medaille aan de haal te gaan. Op 27 november 2021 maakte Lacasse haar debuut voor Canada in een wedstrijd tegen Mexico. Op 6 oktober 2022 maakte Lacasse haar eerste interlanddoelpunt in een wedstrijd tegen Argentinië.
In 2023 werd Lacasse opgeroepen voor het WK 2023. Ze kwam alle groepswedstrijden in actie, maar wist met haar land niet door te stoten naar de knock-outfase. In 2024 werd Lacasse opgenomen in de selectie van Canada voor de Olympische Spelen, waarin ze in het eerste groepsduel tegen Nieuw-Zeeland haar eerste doelpunt op een eindtoernooi wist te maken.